# Salsola eriosepala
Salsola eriosepala är en amarantväxtart som beskrevs av Christo Albertyn Smith. Salsola eriosepala ingår i släktet sodaörter, och familjen amarantväxter. Inga underarter finns listade i Catalogue of Life.